# Pristurus adrarensis
Pristurus adrarensis — вид геконоподібних ящірок родини Sphaerodactylidae. Ендемік Мавританії.

## Поширення і екологія
Pristurus adrarensis відомі з кількох місцевостей, розташованих в області Адрар, в районі міста Шингетті. Вони живуть серед скельних виступів в пустелі Сахара, місцями порослих трав'янистою рослинністю. Живляться мурахами та іншими дрібними комахами.